# Shane O'Neill
Pour les articles homonymes, voir Shane O'Neill (homonymie) et O'Neill.
Cet article concerne le chef irlandais du XVIe siècle. Pour le militaire britannique, voir Shane O'Neill (3e baron O'Neill). Pour le footballeur américain, voir Shane O'Neill (football).
Shane O'Neill (gaélique: Seaán Donnghaileach ou Seaán an Diomuis)  († 21 juin 1567) chef des Uí Néill et prétendant au titre de comte de Tyrone de 1559 à 1567.

## Origine
Shane est le fils légitime, mais cadet, de Conn Bacach O'Neill comte de Tyrone depuis 1542. Sa mère est Sorcha O'Neill, fille de Hugh Og O'Neill, chef du clan O'Neill de Clannaboy .

## O' Neill
En 1558 il fait assassiner Matthew O' Neill, le fils aîné mais illégitime de son père qui avait été nommé 1er baron de Dungannon en 1542 par le roi Henri VIII d'Angleterre  et était  considéré comme l'héritier présomptif du comté de Tyrone. Après la mort de son père le 17 juillet 1559 Shane se fait reconnaitre à Tullyhogue le titre gaélique d'Uí Néill et s'approprie le comté de Tyrone au détriment des héritiers de son demi-frère.
En 1560 Thomas Radclyffe, 3e comte du Sussex, Lord Deputy d'Irlande donne l'ordre d'entreprendre une guerre contre Shane O'Neill. L'année suivante Shane est proclamé traitre et Sussex entre en campagne en Ulster. En janvier 1562 devant cette menace Shane se rend à Londres et se soumet à la reine Élisabeth Ire d'Angleterre  en février. Le 12 avril il fait assassiner le fils ainé de Matthew, Brian O'Neill 2e baron de Dungannon et en novembre de la même année il entre de nouveau en rébellion.
En 1563 le comte de Sussex défait Shane lors de la Bataille de Tullaghogue. Le vaincu se soumet de nouveau. Après le combat indécis qui l'oppose à Sorley Boy MacDonnel à Colerinie en 1564 il défait les Mac Donnel d'Antrim l'année suivante lors de la bataille de Glenshesk (2 mai 1565). L'année suivante il recherche des alliances en Écosse et en France  mais il est déclaré traite lorsqu'il incendie la cathédrale d'Armargh.
Shane O'Neill est défait par Aodh mac Maghnusa Ó Domhnaill  de Tyrconnel lors de la Bataille de Farsetmore (8 mai 1567). Il est  tué le 21 juin suivant sur ordre de Sorley Boy MacDonnell d'Antrim. Il a comme successeur son taniste Turlough Luineach O'Neill.

## Postérité
Shane O'Neill contracte une première union avec  Catherine MacDonald dont
- Seán Óg († 1581)
- Énri (†  après 1622)

Il épouse ensuite  Marie fille de  Calvagh Ó Domhnaill, qu'il répudie à cause de l'hostilité de son père. En 1563 il fait de Catherine Maclean; l'épouse de son ex beau-père qu'il a enlevé, sa maitresse et avec qui il a plusieurs enfants. Il laisse au total plus d'une douzaine de fils dont :
- Aodh na nGeimhleach †  1590
- Art Óg  vers 1598
- Brian Laighneach †  après 1595
- Conn †  1630

## Sources
- (en) Richard Killen A Timeline of Irish History Gill & Macmillan Dublin 2003  (ISBN 0717134849) p. 37-39.
- (en) Theodore William Moody, Francis John Byrne Francis X.Martin A New History of Ireland Tome IX; « Maps Genealogies, Lists ». Oxford University Press  (ISBN 0-19-821745-5), Table 15  p. 142.